# 早勢美里
早勢 美里（はやせ みさと、1977年9月30日 - ）は、日本の元女優。

## 来歴・人物
富山国際大学付属高等学校卒業。
1989年、映画『風の又三郎 〜ガラスのマント』の出演者オーディションで選ばれデビュー、天才子役として一躍注目を集める。「先生、キスしたことありますか?」という南アルプス天然水のCMも話題に。
高校を卒業すると上京し本格的に女優として活動しはじめた。2001年から芸能活動をしていない。
連続ドラマ初主演は『ようこそ青春金物店』。

## 出演

### テレビドラマ
- 光れ隻眼〇.〇六〜弱視教室の子供たち（1990年、日本テレビ）
- 月曜ドラマスペシャル 『ジャック・アンド・ベティ物語 初恋編』（1992年、TBS）
- 伊豆の踊子（1993年、テレビ東京）
- 矢追純一の異次元ワールド 第2話 『胎児の記憶』（1993年、日本テレビ）
- まばたきの海に・美少女葵・心の旅（1994年、NHK総合）
- 冬の訪問者（1994年、フジテレビ）
- 新・部長刑事 アーバンポリス24（1994年12月10日、ABC）
- 風のロンド（1995年、東海テレビ）
- Change!（1996年、ABC）
- 裸の大将 『母と子の心を結んだ美女の竹刀・高田編』（1995年、フジテレビ）
- キャンパスノート（1996年、TBS）
- ようこそ青春金物店 （1996年、NHK総合）
- 土曜ワイド劇場 『事件4 生命維持装置を切った女!』（1996年、テレビ朝日）
- 火曜サスペンス劇場 『15周年記念特別企画1 絆』（1996年、日本テレビ） - 弓丘美砂子役
- 天晴れ夜十郎（1996年、NHK総合）
- ウルトラマンティガ 第22話・第47話（1996年、毎日放送）
- 新・半七捕物帳 第2話（1997年、NHK総合）
- 土曜ワイド劇場 『天才・神津恭介の殺人推理』（1997年、テレビ朝日）
- 恋、した。 『夜明けのエンジェルズ・キッス』（1997年、テレビ東京）
- ウルトラマンダイナ 第35話・第36話（1997年、毎日放送）
- 火曜サスペンス劇場 『救急指定病院9』（1998年、日本テレビ）
- 新・腕におぼえあり〜よろずや平四郎活人剣〜 第16話（1999年、NHK総合）
- 月曜ドラマスペシャル 『万引きGメン・二階堂雪4』（1999年、TBS）
- 暴れん坊将軍X 第18話「罠に落ちた女の夢! あの頃の私に戻りたい」（2000年、ANB） - お咲役
- 京都潜入捜査官 THE SLIPPERS 第6話「翔べない鳥の女」（2000年、ANB）
- 大江戸を駈ける! 第3話 『明日なき暴走』（元鳥越）（2000年 TBS・C.A.L） - お妙役
- 火曜サスペンス劇場 『街の医者・神山治郎』（2001年、日本テレビ） - 井上由美役
- 金曜エンタテイメント 『京都夢の浮橋殺人事件 -あんみつ検事の捜査ファイル-』（2001年、フジテレビ）
- 土曜ワイド劇場 『大惨事 ツアーバス転落!』（2001年、テレビ朝日）

### テレビ番組
- 噂のCMガール94（1994年、TBS）
- 熱中ホビー百科 『アウトドア冒険塾』（1996年、NHK教育）

### CM
- サントリー・南アルプスの天然水（1993年）
- FIT-Web（2004年）

### 映画
- 風の又三郎 〜ガラスのマント（1989年）
- ひめゆりの塔（1995年）
- ありがとう（1996年）
- 宮澤賢治 その愛（1996年）
- 釣りバカ日誌13（2002年） - 天狗堂の女子社員役

### 舞台
- 春を待つ家（1994年、三越劇場）
- ポップコーン（1998年、セゾン劇場）

## CD
- すみれ色にひとり（1996年、ファンハウス） - 『ようこそ青春金物店』主題歌